# Campionat del món d'escacs femení de 1975
El campionat del món d'escacs femení de 1975 fou guanyat per Nona Gaprindaixvili, qui va defensar amb èxit el seu títol contra l'aspirant Nana Aleksàndria. Aquesta fou la quarta defensa del títol que feia Gaprindashvili, i la darrera que tingué èxit.

## Torneig Interzonal de 1973
Es va celebrar un torneig Interzonal a Menorca l'octubre i novembre de 1973, amb les millors jugadores de cada zona de la FIDE. Hi prengueren part un total de 20 jugadors, de les quals les quatre primeres es classificaven pel Torneig de Candidates. Kozlovskaya va guanyar el torneig i es classificà directament, mentre que quatre jugadores empataren al segon lloc i disputaren un playoff en el qual una (Konopleva) fou eliminada.
|    | Jugadora                               | 1 | 2 | 3 | 4 | 5 | 6 | 7 | 8 | 9 | 10 | 11 | 12 | 13 | 14 | 15 | 16 | 17 | 18 | 19 | 20 | Punts | Desempat |
| -- | -------------------------------------- | - | - | - | - | - | - | - | - | - | -- | -- | -- | -- | -- | -- | -- | -- | -- | -- | -- | ----- | -------- |
| 1  | Valentina Kozlovskaya (Unió Soviètica) |   | 0 | ½ | ½ | ½ | 1 | 1 | 1 | ½ | 0  | 1  | ½  | 0  | 1  | 1  | 1  | 1  | 1  | 1  | 1  | 13½   |          |
| 2  | Marta Shul (Unió Soviètica)            | 1 |   | 0 | ½ | 1 | 0 | 1 | ½ | ½ | ½  | ½  | 0  | 1  | 1  | 1  | 1  | 1  | 1  | 1  | ½  | 13    | 112.25   |
| 3  | Natalia Konopleva (Unió Soviètica)     | ½ | 1 |   | ½ | 0 | 1 | 1 | ½ | ½ | ½  | 0  | 1  | ½  | ½  | ½  | 1  | 1  | 1  | 1  | 1  | 13    | 110.00   |
| 4  | Irina Levítina (Unió Soviètica)        | ½ | ½ | ½ |   | ½ | 0 | 0 | 1 | ½ | ½  | 1  | ½  | 1  | 1  | 1  | ½  | 1  | 1  | 1  | 1  | 13    | 107.25   |
| 5  | Nana Aleksàndria (Unió Soviètica)      | ½ | 0 | 1 | ½ |   | 0 | ½ | 0 | ½ | 0  | 1  | 1  | 1  | 1  | 1  | 1  | 1  | 1  | 1  | 1  | 13    | 104.00   |
| 6  | Jana Hartson (Anglaterra)              | 0 | 1 | 0 | 1 | 1 |   | ½ | ½ | ½ | ½  | ½  | 1  | 1  | 0  | ½  | ½  | 1  | 1  | 1  | ½  | 12    | 106.00   |
| 7  | Tatiana Zatulovskaya (Unió Soviètica)  | 0 | 0 | 0 | 1 | ½ | ½ |   | ½ | ½ | ½  | 1  | ½  | 1  | 1  | ½  | 1  | ½  | 1  | 1  | 1  | 12    | 98.00    |
| 8  | Alexandra Nicolau (Romania)            | 0 | ½ | ½ | 0 | 1 | ½ | ½ |   | ½ | ½  | 0  | ½  | ½  | 1  | 1  | 1  | 1  | 1  | 1  | 1  | 12    | 95.00    |
| 9  | Zsuzsa Veroci (Hongria)                | ½ | ½ | ½ | ½ | ½ | ½ | ½ | ½ |   | ½  | ½  | ½  | 1  | ½  | 0  | ½  | 1  | 1  | 1  | 1  | 11½   |          |
| 10 | Elisabeta Polihroniade (Romania)       | 1 | ½ | ½ | ½ | 1 | ½ | ½ | ½ | ½ |    | 0  | ½  | 1  | 0  | 1  | 0  | ½  | ½  | 1  | 1  | 11    | 100.50   |
| 11 | Katarina Jovanović (Iugoslàvia)        | 0 | ½ | 1 | 0 | 0 | ½ | 0 | 1 | ½ | 1  |    | 0  | ½  | 1  | ½  | ½  | 1  | 1  | 1  | 1  | 11    | 88.00    |
| 12 | Gertrude Baumstark (Romania)           | ½ | 1 | 0 | ½ | 0 | 0 | ½ | ½ | ½ | ½  | 1  |    | ½  | ½  | ½  | 0  | 0  | 1  | 1  | 1  | 9½    |          |
| 13 | Milunka Lazarević (Iugoslàvia)         | 1 | 0 | ½ | 0 | 0 | 0 | 0 | ½ | 0 | 0  | ½  | ½  |    | 0  | 1  | 1  | 1  | 1  | 1  | 1  | 9     |          |
| 14 | Pepita Ferrer (Catalunya)              | 0 | 0 | ½ | 0 | 0 | 1 | 0 | 0 | ½ | 1  | 0  | ½  | 1  |    | ½  | ½  | 1  | ½  | ½  | 1  | 8½    |          |
| 15 | Eva Ladanyike-Karakas (Hongria)        | 0 | 0 | ½ | 0 | 0 | ½ | ½ | 0 | 1 | 0  | ½  | ½  | 0  | ½  |    | 1  | 0  | ½  | 1  | 1  | 7½    |          |
| 16 | Ljubica Zivkovic (Iugoslàvia)          | 0 | 0 | 0 | ½ | 0 | ½ | 0 | 0 | ½ | 1  | ½  | 1  | 0  | ½  | 0  |    | ½  | 1  | 0  | 1  | 7     |          |
| 17 | Ruth Volgl Cardoso (Brasil)            | 0 | 0 | 0 | 0 | 0 | 0 | ½ | 0 | 0 | ½  | 0  | 1  | 0  | 0  | 1  | ½  |    | ½  | 0  | ½  | 4½    |          |
| 18 | Eva Aronson (Estats Units)             | 0 | 0 | 0 | 0 | 0 | 0 | 0 | 0 | 0 | ½  | 0  | 0  | 0  | ½  | ½  | 0  | ½  |    | 1  | ½  | 3½    | 20.25    |
| 19 | L. Maddern (Austràlia)                 | 0 | 0 | 0 | 0 | 0 | 0 | 0 | 0 | 0 | 0  | 0  | 0  | 0  | ½  | 0  | 1  | 1  | 0  |    | 1  | 3½    | 17.75    |
| 20 | Ruth Donnelly (Estats Units)           | 0 | ½ | 0 | 0 | 0 | ½ | 0 | 0 | 0 | 0  | 0  | 0  | 0  | 0  | 0  | 0  | ½  | ½  | 0  |    | 2     |          |

## Torneig de Candidates 1974-75
Les tres primeres de l'Interzonal s'havien de trobar amb Alla Kushnir, la perdedora de l'anterior matx pel campionat del món. Kushnir, però, havia desertat feia poc de la Unió Soviètica, i no va poder participar-hi, de manera que es van classificar quatre jugadores de l'Interzonal (Kushnir es va assentar posteriorment a Israel i acabaria representant el seu nou país al següent cicle pel campionat mundial).
Aquestes quatre jugadores varen disputar una sèrie de matxs eliminatoris. Va guanyar Alexandria, qui va obtenir així el dret de reptar pel títol a la campiona regnant Gaprindashvili.
|  | Semifinals                  | Semifinals     |   |  | Final                  | Final |  |
|  |                             |                |   |  |                        |       |  |
|  | Maig-juny 1974 – Riga       |                |   |  |                        |       |  |
|  | Nana Aleksàndria            | 5½             |   |  |                        |       |  |
|  | Marta Shul                  | 2½             |   |  |                        |       |  |
|  |                             |                |   |  |                        |       |  |
|  |                             |                |   |  | Feb-març 1975 – Moscou |       |  |
|  |                             |                |   |  | Nana Aleksàndria       | 9     |  |
|  |                             | Irina Levítina | 8 |  |                        |       |  |
|  |                             |                |   |  |                        |       |  |
|  |                             |                |   |  |                        |       |  |
|  |                             |                |   |  |                        |       |  |
|  | Maig-juny 1974 - Kislovodsk |                |   |  |                        |       |  |
|  | Irina Levítina              | 6½             |   |  |                        |       |  |
|  | Valentina Kozlovskaya       | 5½             |   |  |                        |       |  |

## Matx pel títol, 1975
El matx final pel campionat es va disputar a Pitsunda i Tbilisi el 1975. A la fi, Alexandria no fou rival per Gaprindashvili, qui va retenir el títol amb un confortable marge.
|                                      | 1 | 2 | 3 | 4 | 5 | 6 | 7 | 8 | 9 | 10 | 11 | 12 | Total |
| ------------------------------------ | - | - | - | - | - | - | - | - | - | -- | -- | -- | ----- |
| Nona Gaprindaixvili (Unió Soviètica) | 1 | 0 | 1 | 1 | ½ | 1 | 1 | 0 | 1 | 0  | 1  | 1  | 8½    |
| Nana Aleksàndria (Unió Soviètica)    | 0 | 1 | 0 | 0 | ½ | 0 | 0 | 1 | 0 | 1  | 0  | 0  | 3½    |